# ドクトル・ワグナー・ジュニア
ドクトル・ワグナー・ジュニア（Dr. Wagner Jr.）のリングネームで知られるホアン・ゴンザレス（Juan Manuel Gonzalez Barron、1965年8月12日 - ）は、メキシコの覆面レスラー。コアウイラ州トレオン出身。2017年9月には、レイ・ワグナー（Ray Wagner）のリングネームも使用している。
実父はドクトル・ワグナー。実弟のシルバー・キングも著名なプロレスラー、元妻もロッシー・モレノで女子プロレスラー。また実子であるイホ・デ・ドクトル・ワグナー・ジュニアは2010年1月29日に、ガレノ・デル・マルは2018年12月25日にデビューしている。

## 経歴
1986年4月12日、20歳の時にメキシコのコアウイラ州トレオンのLLIでデビュー。
1988年5月、新日本プロレスに参戦するため初来日（なお、1987年全日本プロレスに同名の選手が来日しているが、これはメキシコで既に素顔でファイトしていた弟のシルバー・キングがマスクを被って来日したものである）。
1993年の3月、4月と連続して初代CMLL世界タッグ王座・CMLL世界ライトヘビー級王座を獲得した。
1997年に再び新日本プロレスに参戦し、タッグマッチがメインだったが初参戦の頃よりもスケールの大きな試合をするようになり、選手達や日本のファン、マスコミの評価は一気に高まった。
1998年にBEST OF THE SUPER Jr.で準優勝、1999年1月4日にはIWGPジュニアタッグ王座を獲得するなど活躍。
2001年1月には弟のシルバー・キングと共に参戦した。2002年にも参戦、2003年、2004年には全日本プロレスに弟のシルバー・キングと共に参戦した。
2017年8月26日、メキシコシティで行われたAAA『トリプレマニア25』における敗者覆面剥ぎマッチでサイコ・クラウンに敗北し、出身地、本名が明かされ、以降素顔でリングに立つ。9月4日以降はリングネームをレイ・ワグナーと改めている。

## 特徴
幼少の頃から、弟のシルバー・キングと共に父のドクトル・ワグナーによってルチャの英才教育を施される。このためプロレスに限らず、スポーツ全般を得意としている。
外見上は父のドクトル・ワグナーの白の覆面を継承して「殺人医師2世」を名乗っているが、日本ではルードというより実力派の覆面レスラーとして知られる。近年は多色の黒や赤の覆面や仮装を使用する場合も多い。
軽快な身のこなしで空中殺法を得意とする弟に対して、パワーボムやブレーンバスターなどの投げ技を用いたパワー殺法を得意とする。あまりに力強いため、プロフィールの体重98kgというのは嘘で、ジュニアヘビー級の上限である100kgを超えているのではないかという噂が出たことがある。2001年のベスト・オブ・ザ・スーパージュニアでは、対戦したAKIRAが試合前のマイクパフォーマンスで「こいつの体はどう見ても100kg以上あるだろう。これに乗ってちゃんと測ってみろ」と言い、リング上に体重計を持ち込んだ。規定体重超過で失格にさせようと画策したものだったのだが、ワグナーは手渡された体重計でAKIRAを殴りつけ破壊、結局計量は行われなかった。
驚異的な体力を誇り、受け身の技術も高く多様な挌闘に対応できる。難度の高い技の応酬も見事にこなすことから、ジュニアヘビー級の選手層の厚い新日本プロレスにおいても非常に高い評価を受けている。

## タイトル歴
AAA
- AAAメガ王座
- AAAラテンアメリカ王座

UWA
- UWA世界ヘビー級王座
- UWA世界ジュニアライトヘビー級王座

新日本プロレス
- IWGPジュニアタッグ王座（w / ケンドー・カシン）

CMLL
- CMLL世界タッグチーム王座 : 3回（w / カネック & シルバー・キング & エミリオ・チャレス・ジュニア ＆ウルティモ・ゲレーロ）
- CMLL世界ライトヘビー級王座
- CMLL世界トリオ王座 : 3回（w / グラン・マルクス・ジュニア & エル・イホ・デ・グラディアドール、ブルー・パンテル & ブラック・ウォリアー、フエルサ・ゲレーラ & ブルー・パンテル）

WWC
- WWCハードコア王座

WWA
- WWA世界ジュニアヘビー級王座

## 得意技
ワグナードライバー
実況アナウンサーからは、ほとんどの場合「みちのくドライバー2」または「みちのくドライバー」と形容される。しかし本人は頑なに「ワグナードライバー」であると主張していた。メキシコでの技名はカスティーゴ・セルピカレス。
BTボム
ワグナーの場合尻餅を着かず両膝を着いて極めることが多い。雪崩式も使用する。
タイガードライバー
BTボム同様両膝を着いて極めることが多い。
リンギーナII（ワグナー・ストレッチ / ワグナー・ロック）
ゴリー・スペシャル
仕掛けた後、あとずさりしてコーナーポストにぶつける事もある。
トペ・アトミコ
奇声を上げながら相手に飛び込むことがある。
プレス式パワースラム
ドクターボム
巻き込み式腕ひしぎ十字固め
三角絞め
カンパーナ
ワグナーの場合、ライガーやカシンが見せた変形式ではなく、通常式で使用。
顔面かきむしり
主にタッグマッチでロメロ・スペシャルの連携で使用することが多い。
サミング